# Getijdenmolen (Hamme)
De getijdenmolen is een getijdenmolen in de Oost-Vlaamse plaats Hamme, gelegen aan de Waterstraat 36.
Deze getijdenmolen van het type onderslagmolen op de Durme fungeerde als korenmolen.

## Geschiedenis
Al in 1389 werd een getijdenmolen op deze plaats vermeld. In 1452 brandde de molen af tijdens de Gentse Opstand. Kort na 1523 werd de molen weer opgebouwd en maalvaardig gemaakt. De huidige molen is een stenen gebouw van 1884. In 1919 werd de molen buiten bedrijf gesteld en verder gebruikt als koeienstal. Omstreeks 1934 werd de Durme gekanaliseerd en kon de molen, die nu op de Oude Durme stond, niet langer meer gebruikt worden.
Het rad werd verwijderd, en in 1988 werd een neprad aangebracht. De molen is nu in gebruik als restaurant.